# Duits voetbalkampioenschap 1923/24
1923/24 was het zeventiende Duitse voetbalkampioenschap ingericht door de DFB. Het was een heruitgave van de finale van twee jaar geleden al was er dit keer wel een duidelijke winnaar, Nürnberg. De club kwam nu met drie titels op gelijke hoogte met VfB Leipzig. Het was de laatste keer voor de Tweede Wereldoorlog dat een kampioenschap met acht clubs of minder zou gespeeld worden.

## Deelnemers aan de eindronde
| Club                              | Gekwalificeerd als                   |
| --------------------------------- | ------------------------------------ |
| VfB Königsberg                    | Kampioen Noordoost-Duitsland         |
| Vereinigte Breslauer Sportfreunde | Vertegenwoordiger Zuidoost-Duitsland |
| Berliner TuFC Alemannia 90        | Kampioen Berlijn-Brandenburg         |
| SpVgg 1899 Leipzig-Lindenau       | Kampioen Midden-Duitsland            |
| Hamburger SV                      | Kampioen Noord-Duitsland             |
| Duisburger SpV                    | Kampioen West-Duitsland              |
| 1. FC Nürnberg                    | Kampioen Zuid-Duitsland              |

## Eindronde

### Kwartfinale
| Datum       | Teams                       | Teams | Teams          | Uitslag   | Stadion                           |
| 11 mei 1924 | Berliner TuFC Alemannia 90  | –     | 1. FC Nürnberg | 1:6 (0:3) | Berlijn, Deutsches Stadion        |
| 11 mei 1924 | Vgt. Breslauer Spfr.        | –     | Hamburger SV   | 0:3 (0:1) | Breslau, Sportplatz Südpark       |
| 11 mei 1924 | SpVgg 1899 Leipzig-Lindenau | –     | VfB Königsberg | 6:1 (2:1) | Leipzig, Platz von Wacker Leipzig |

Duisburger SpV had een bye en ging rechtstreeks naar de halve finale.

### Halve finale
| Datum       | Teams          | Teams | Teams                       | Uitslag   | Stadion                           |
| 25 mei 1924 | 1. FC Nürnberg | –     | Duisburger SpV              | 3:1 (1:0) | Fürth, Sportplatz am Ronhofer Weg |
| 25 mei 1924 | Hamburger SV   | –     | SpVgg 1899 Leipzig-Lindenau | 1:0 (1:0) | Hamburg, Sportplatz Hoheluft      |

### Finale
| Datum       | Teams          | Teams | Teams        | Uitslag   | Stadion                   |
| 9 juni 1924 | 1. FC Nürnberg | –     | Hamburger SV | 2:0 (1:0) | Berlin, Deutsches Stadion |

De finale, die voor 30.000 toeschouwers gespeeld werd was een heruitgave van de finale van twee jaar geleden, die toen uiteindelijk onbeslist bleef. Nürnberg kwam in de 30ste minuut op voorsprong dankzij een doelpunt van Georg Hochgesang. Wolfgang Strobel dikte de score nog aan in de 87ste minuut.

## Topschutters
|    | Speler        | Club                        | Goals |
| -- | ------------- | --------------------------- | ----- |
| 1. | Luitpold Popp | 1. FC Nürnberg              | 3     |
| 1. | Erich Roßburg | SpVgg 1899 Leipzig-Lindenau | 3     |